# جون هاريس (مخرج)
جون هاريس (بالإنجليزية: Jon Harris)‏ هو مونتير ومخرج بريطاني، ولد في 11 يوليو 1967 في شفيلد في المملكة المتحدة.

## وصلات خارجية
- جون هاريس على موقع IMDb (الإنجليزية)
- جون هاريس على موقع ألو سيني (الفرنسية)
- جون هاريس على موقع أول موفي (الإنجليزية)
- جون هاريس على موقع قاعدة بيانات الأفلام السويدية (السويدية)
- جون هاريس على موقع قاعدة بيانات الفيلم (الإنجليزية)
- جون هاريس على موقع كينوبويسك (الروسية)